# Николенка
Николенка (бел. Міколенка) — деревня в составе Ленинского сельсовета Горецкого района Могилёвской области Республики Беларусь.

## Население
- 1999 год — 3 человека